# Centre històric de Lviv
La Ciutat Vella de Lviv (ucraïnès: Старе Місто Львова, Stare Misto L'vova, polonès: Stare Miasto we Lwowie) és el centre històric de la ciutat de Lviv, situada a l'óblast de Lviv, a l'oest d'Ucraïna, a la regió històrica de Halytxynà (Galítsia). El conjunt arquitectònic de la ciutat vella fou reconegut com a santuari històrico-arquitectònic estatal el 1975, i incorporat a la llista del Patrimoni de la Humanitat de la UNESCO l'any 1998.

## Designació
La Unesco va incloure el centre històric de Lviv com a part del Patrimoni Mundial després de la reunió celebrada el 5 de desembre de 1998 a Kyoto (Japó). Les raons per a la selecció foren:
- Criteri ii: En el seu teixit urbà i la seva arquitectura, Lviv és un exemple excel·lent de la fusió de les tradicions artístiques i arquitectòniques de l'Europa oriental amb d'altres d'Itàlia i Alemanya.
- Criteri v: El paper polític i comercial de Lviv va atreure una sèrie de grups ètnics amb diferents tradicions culturals i religioses, que van establir comunitats separades encara que interdependents dins de la ciutat, evidència encara discernible dins del modern paisatge urbà.

El territori del conjunt del centre històric de Lviv abasta 120 hectàrees de la part medieval i de la vella Rus de Kíev de la ciutat, així com el conjunt de la catedral de Sant Jordi, al turó de sant Jordi. L'àrea de protecció del centre històric, que està definida pels límits històrics de la zona, és d'aproximadament 3.000 hectàrees.

## Monuments

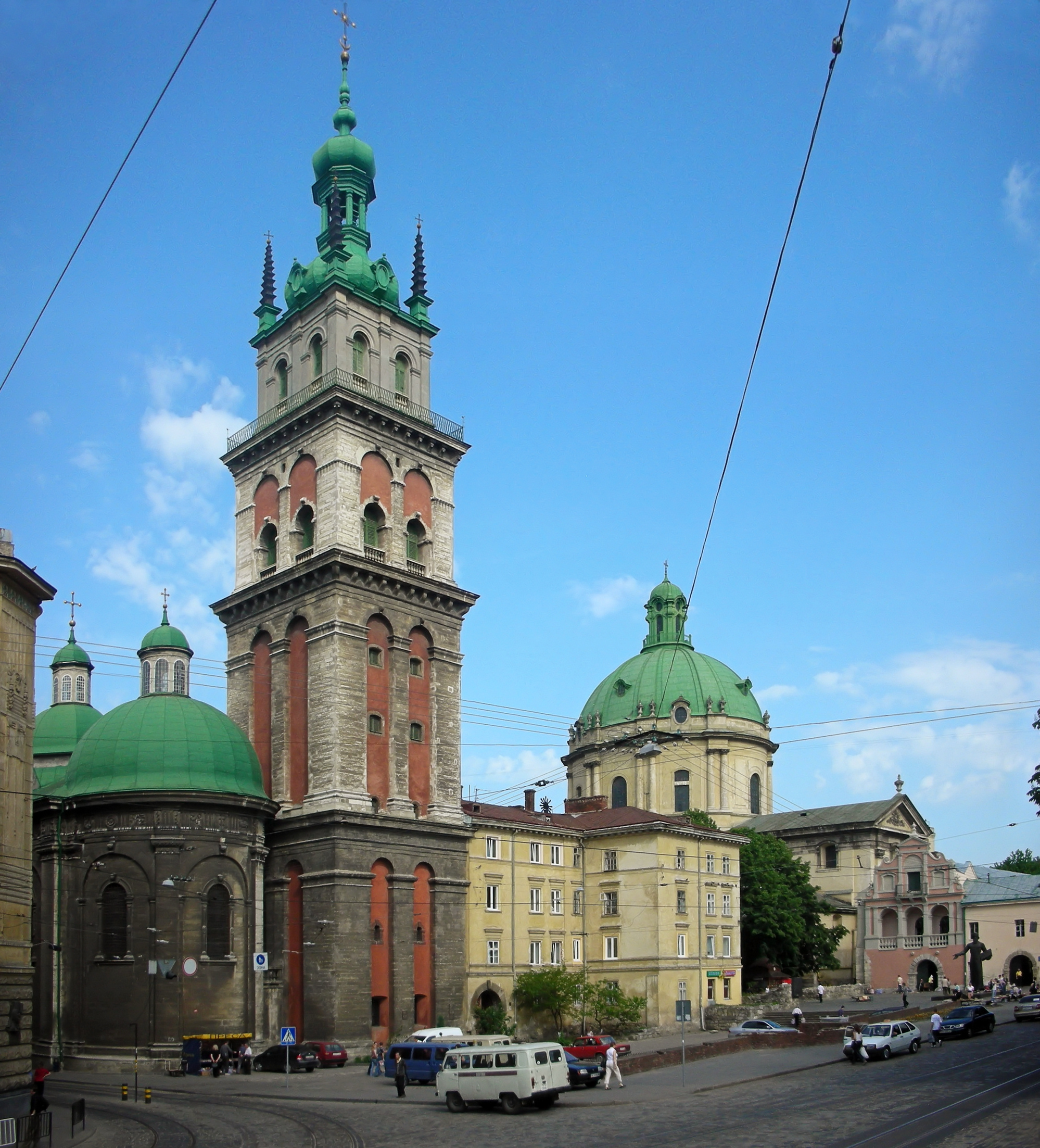
El complex de l'església Dormition

El centre històric de Lviv es divideix en diferents parts que representen distintes etapes de desenvolupament. El Castell Alt (Zamok Vysokyi) i l'àrea que l'envolta (Pidzamtche) són les principals i més antigues, del segle v. Es troben evidències de diferents comunitats ètniques en els edificis, incloent-hi una mesquita, una sinagoga i edificis religiosos ortodoxos, armenis i catòlics. A més a més dels elements de la llista de les tres àrees principals hi ha d'altres 2.007 monuments històrics dins l'àrea de la ciutat vella, 214 dels quals són considerats punts de referència nacionals.
Pidzamche
- Castell Alt i el barri del Subcastell, el centre original de la ciutat. També s'hi troba el barri de la Plaça del Mercat Vell. El castell és en ruïnes, però l'àrea es coneix pel seu nom.
- Església de Sant Nicolau, l'església de la família reial Halychyna.
- Església de St.Paraskeva-Praxedia (Divendres Sant), amb 1.740 iconòstasis de l'església de Fedor Senkovych
- Església de St.Onuphrius i Monestir Basilià, conté obres d'art.
- Església de Sant Joan Baptista (actual - Museu de relíquies antigues de Lviv), l'església va ser dedicada a la dona hongaresa del Rei Leo, Constanza, filla del rei Béla IV
- Església de la Mare de Déu del Perpetu Socors, l'església dels colons alemanys de la ciutat

Església de Sant Yura (Sant Jordi)
Catedral de Sant Jordi, al costat de la catedral hi ha el Palau Metropolità i cases capitulars
Seredmistia
- Plaça de Rinok (Mercat)
- Conjunt de l'Església de l'Assumpció, al costat de l'església hi ha la Capella dels Tres prelats i Torre de la Korniakt
- Conjunt de l'Església Armènia, al costat de l'església hi ha un campanar, una columna amb l'estàtua de St Christopher, l'edifici de l'antic banc d'Armènia, un palau dels arquebisbes armenis, i un convent benedictí d'Armènia
- Conjunt de la Catedral Metropolitana Amèrica, al costat de la catedral hi són la Capella de Boim i la Capella Kampians
- Conjunt del monestir de Bernat (ara Església de Sant Andreu), amb la catedral, monestir, espadanya, i parets defensives
- Conjunt de la catedral jesuïta i Col·legi
- Conjunt d'Església Dominicana (ara l'Església de la Santa Eucaristia), al costat de l'església i el campanar del monestir hi han fortificacions amb l'arsenal de la ciutat, la Torre de la Pólvora, la Torre Ropemakers ', o un bastió de defensa a la paret inferior
- Casa del "Dnister"

Monuments del barri antic que no formen part del patrimoni de la humanitat
- Església dels Carmelites (avui - Església de Sant Miquel)
- Església i Convent dels Carmelites (avui - Església de la Purificació)
- Església de les Clarisses (avui - Museu d'escultura sacra barroca)
- Església de Sant Martí (avui - Església Baptista)
- Església de la transfiguració
- Església de St.Casimir
- Teatre d'Òpera i Ballet
- Palau de Potocki, residència del president d'Ucraïna

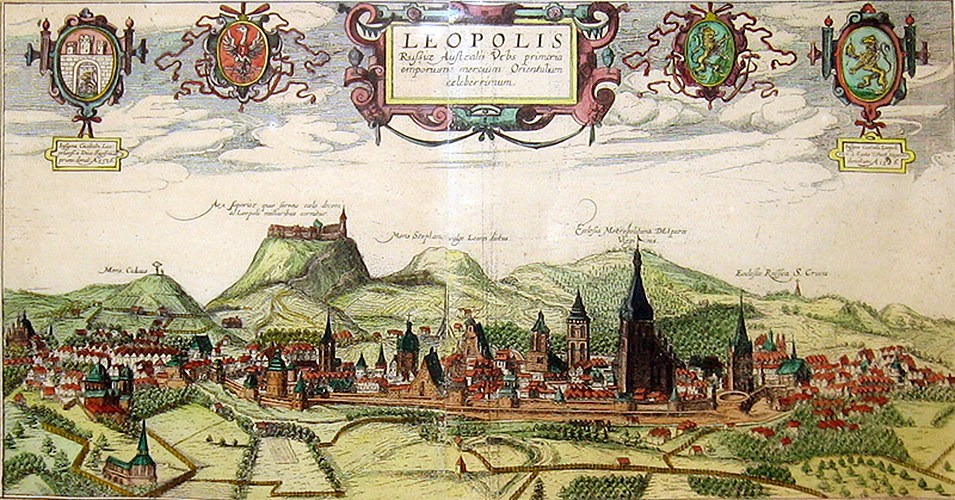
Litografia (1618)
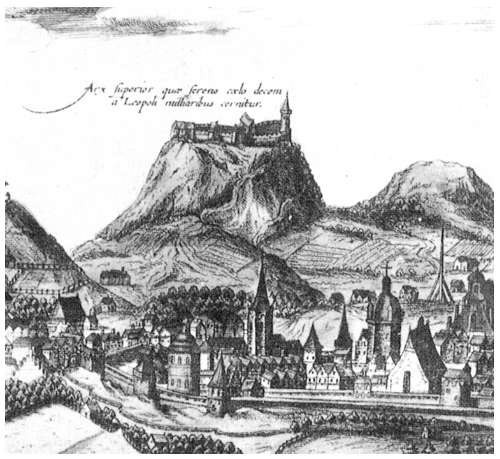
Vista d'una part de Lviv amb el Castell Alt en segon pla (gravat del segle xvii)
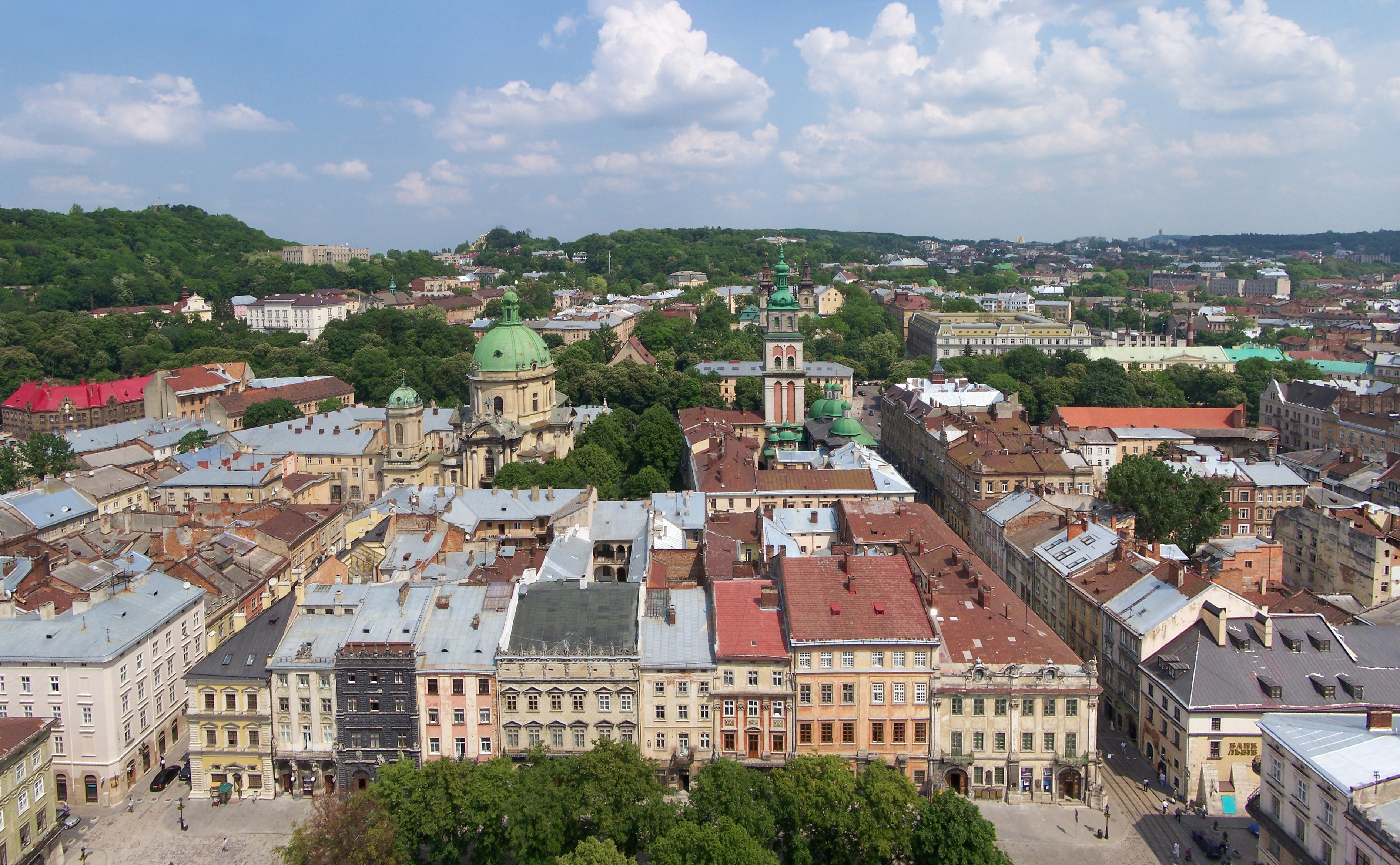
Vista general del centre històric
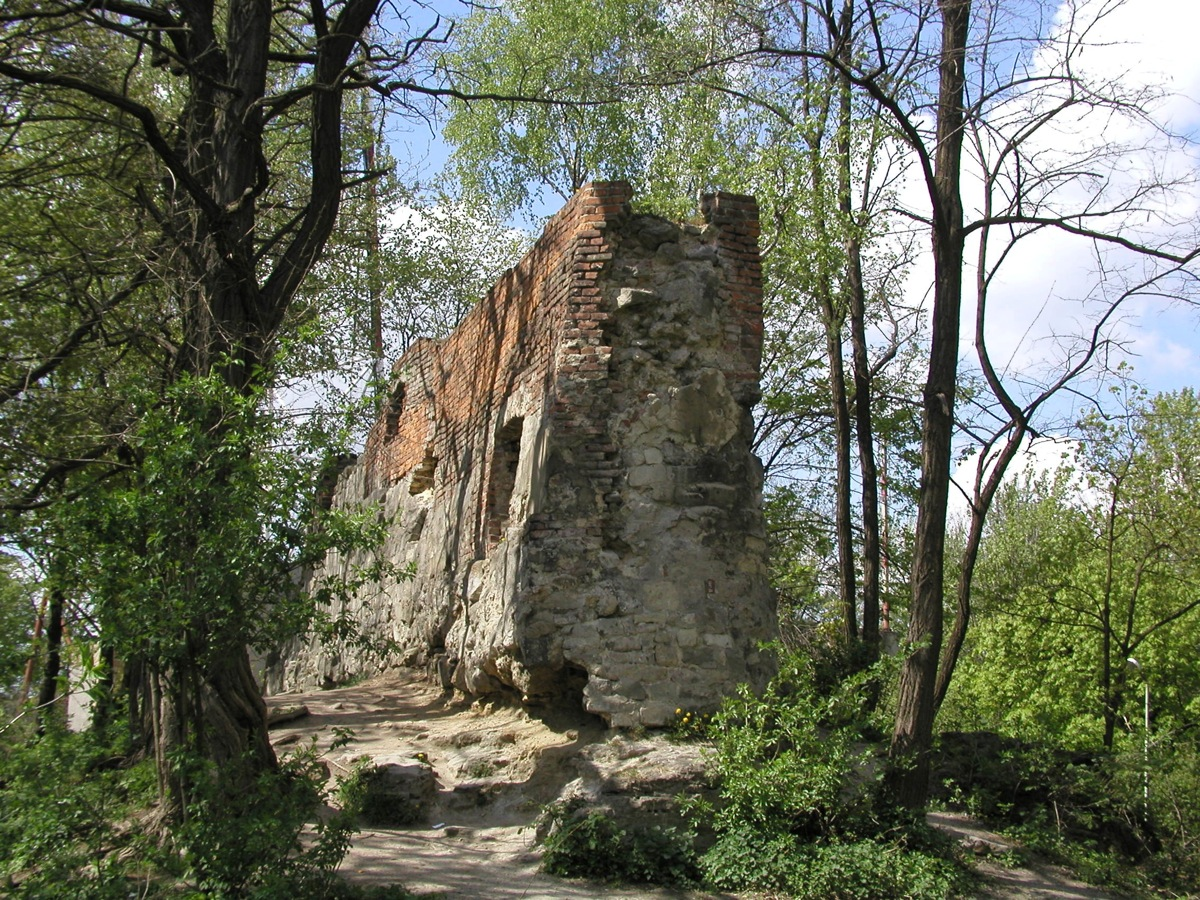
Ruïnes del Castell Alt
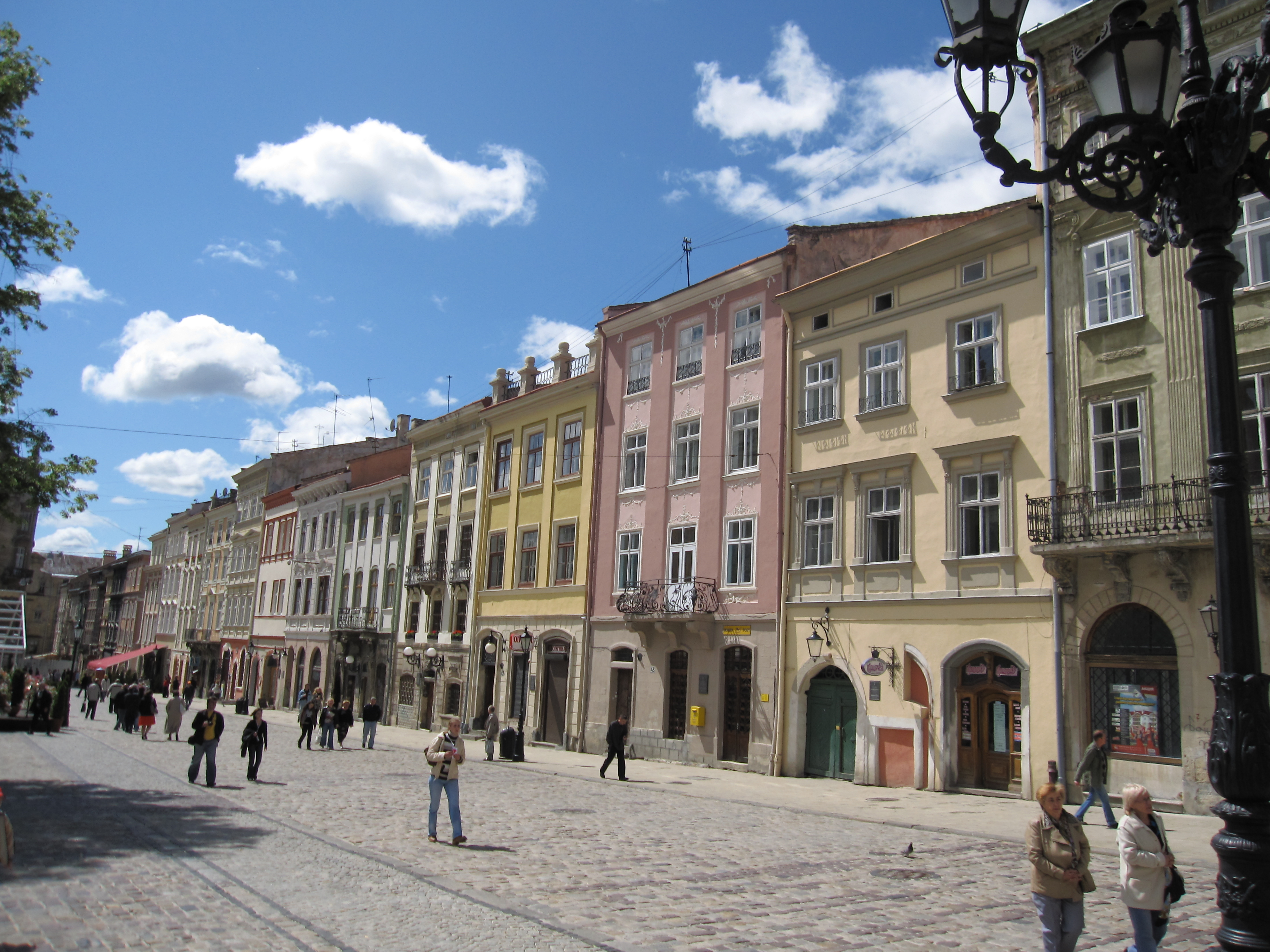
Plaça el Mercat
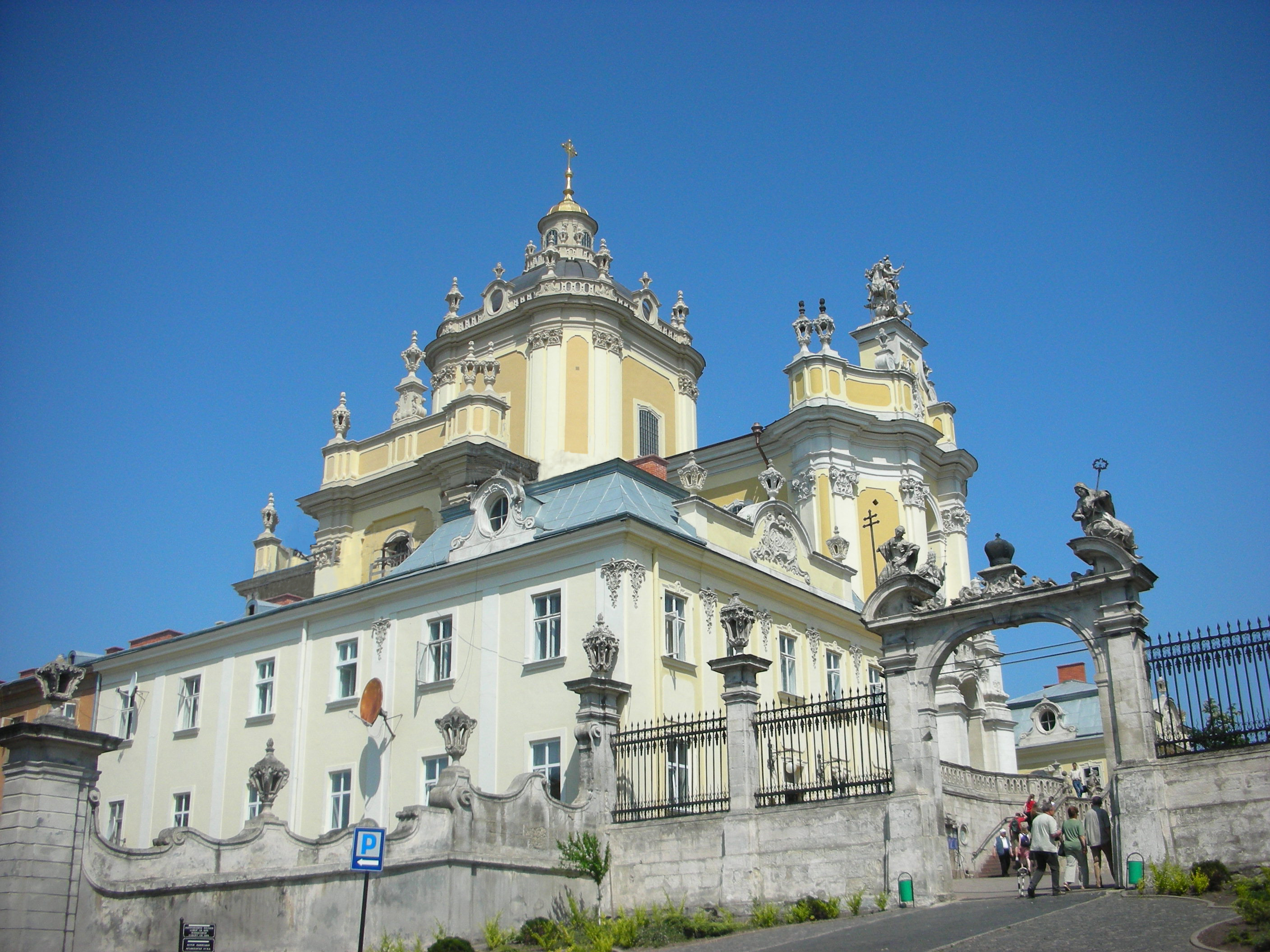
Catedral de Sant Jordi
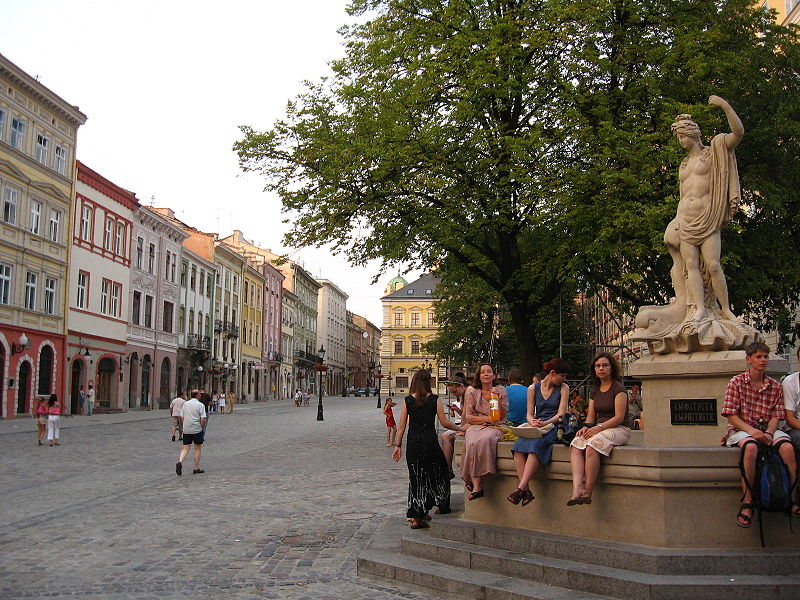
Plaça del Mercat
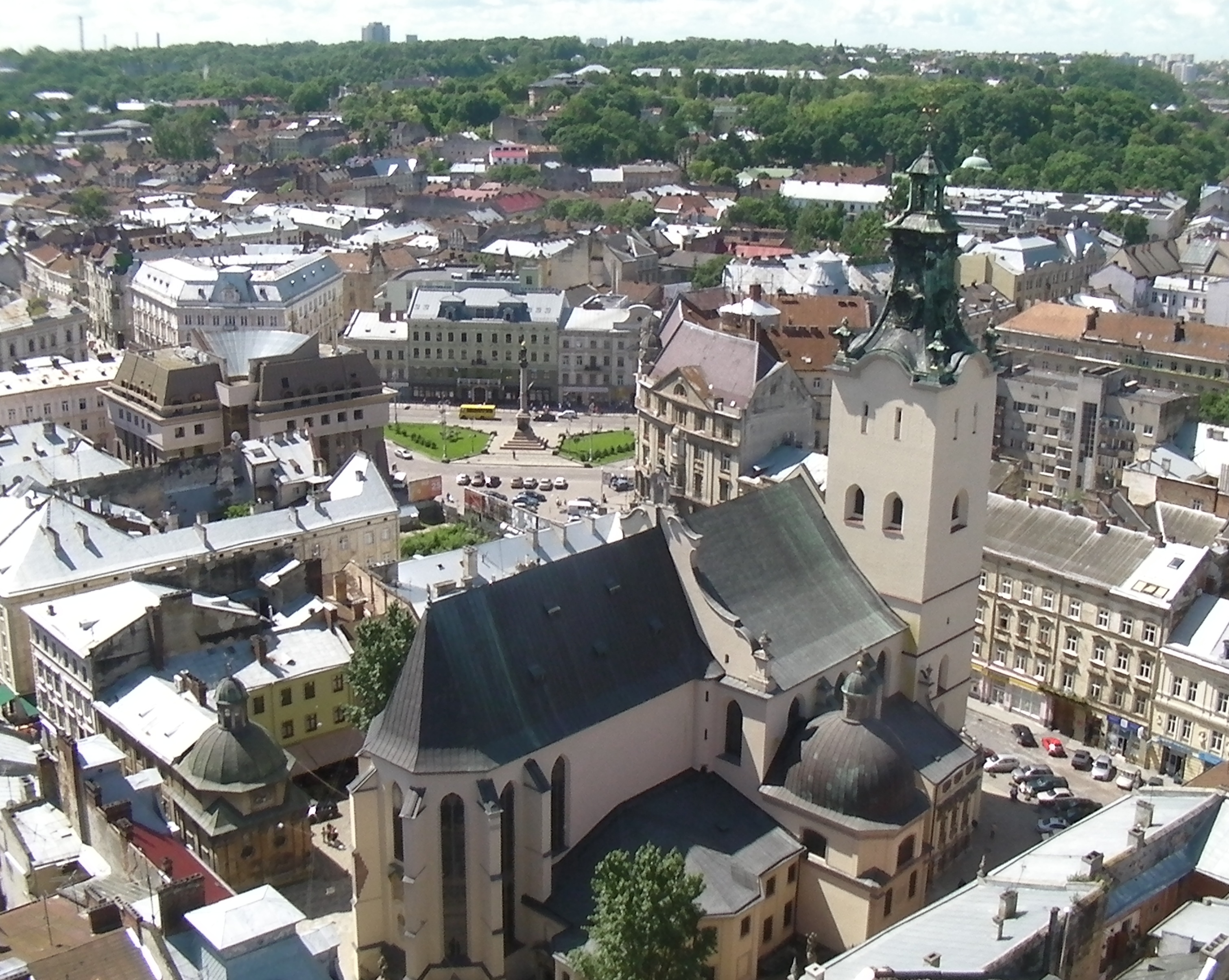
Catedral Basílica de l'Assumpció de Lviv
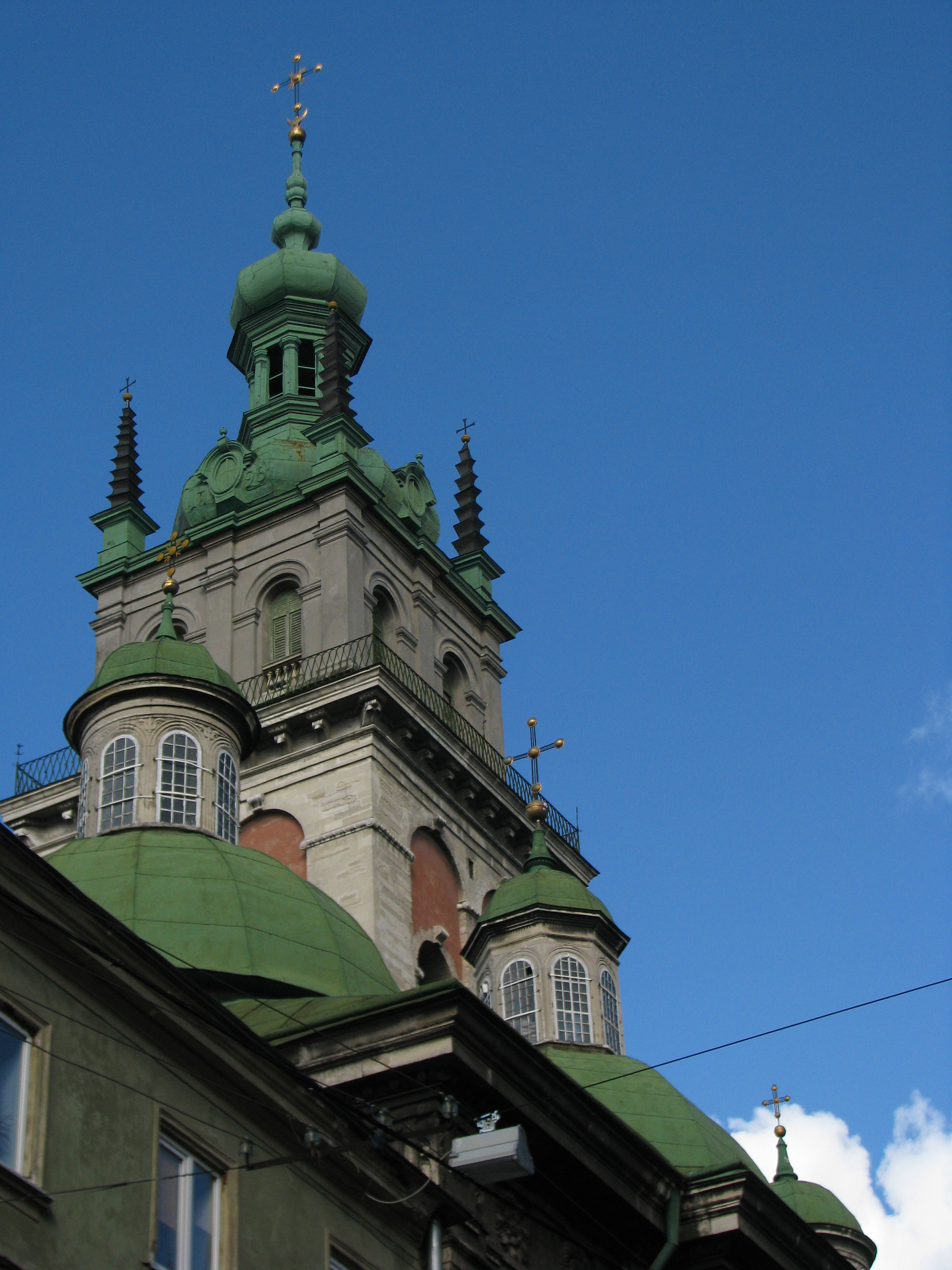
Església de l'Assumpció o església Dormition
Interior de la catedral armènia de Lviv
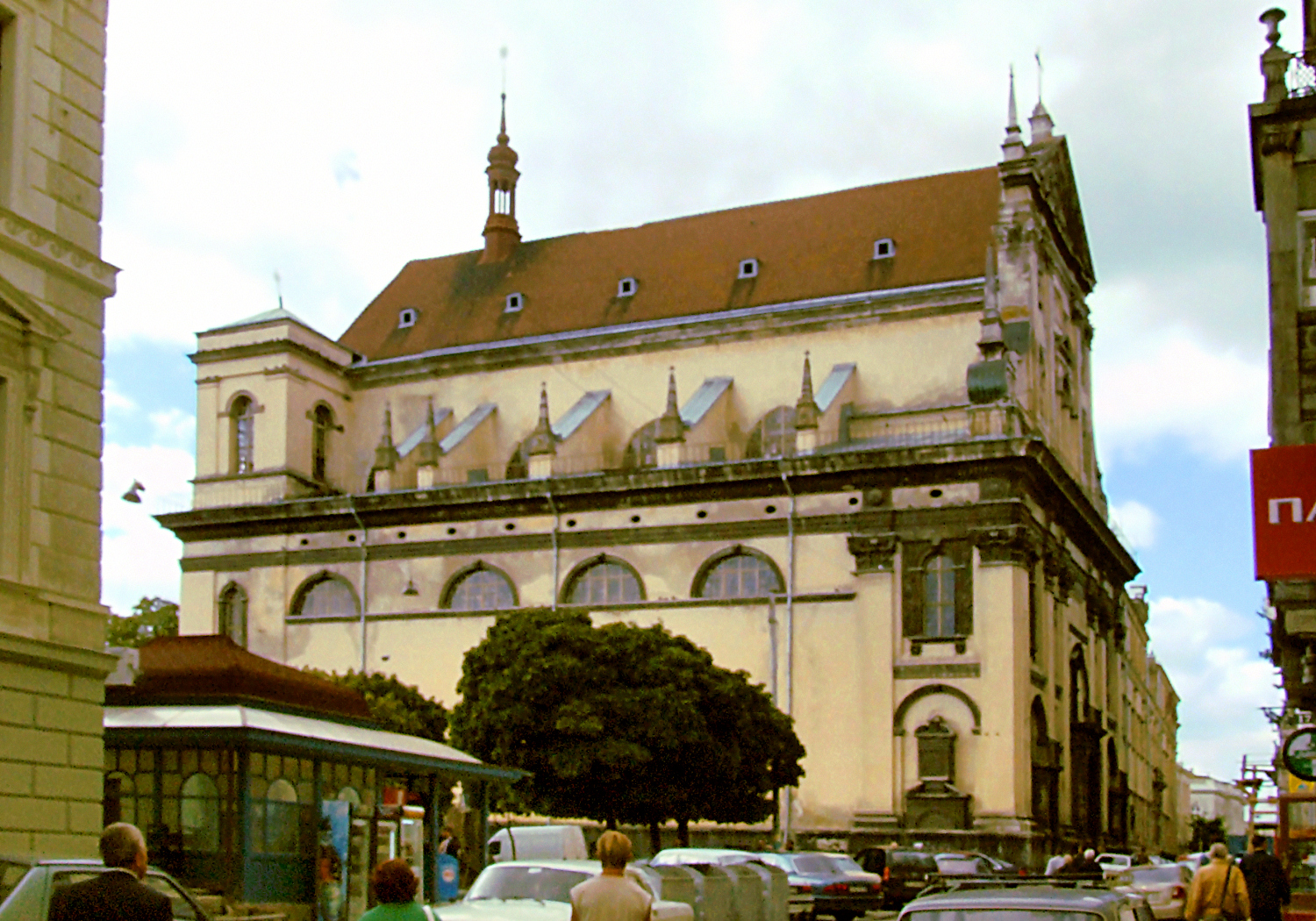
Església jesuïta de Lviv
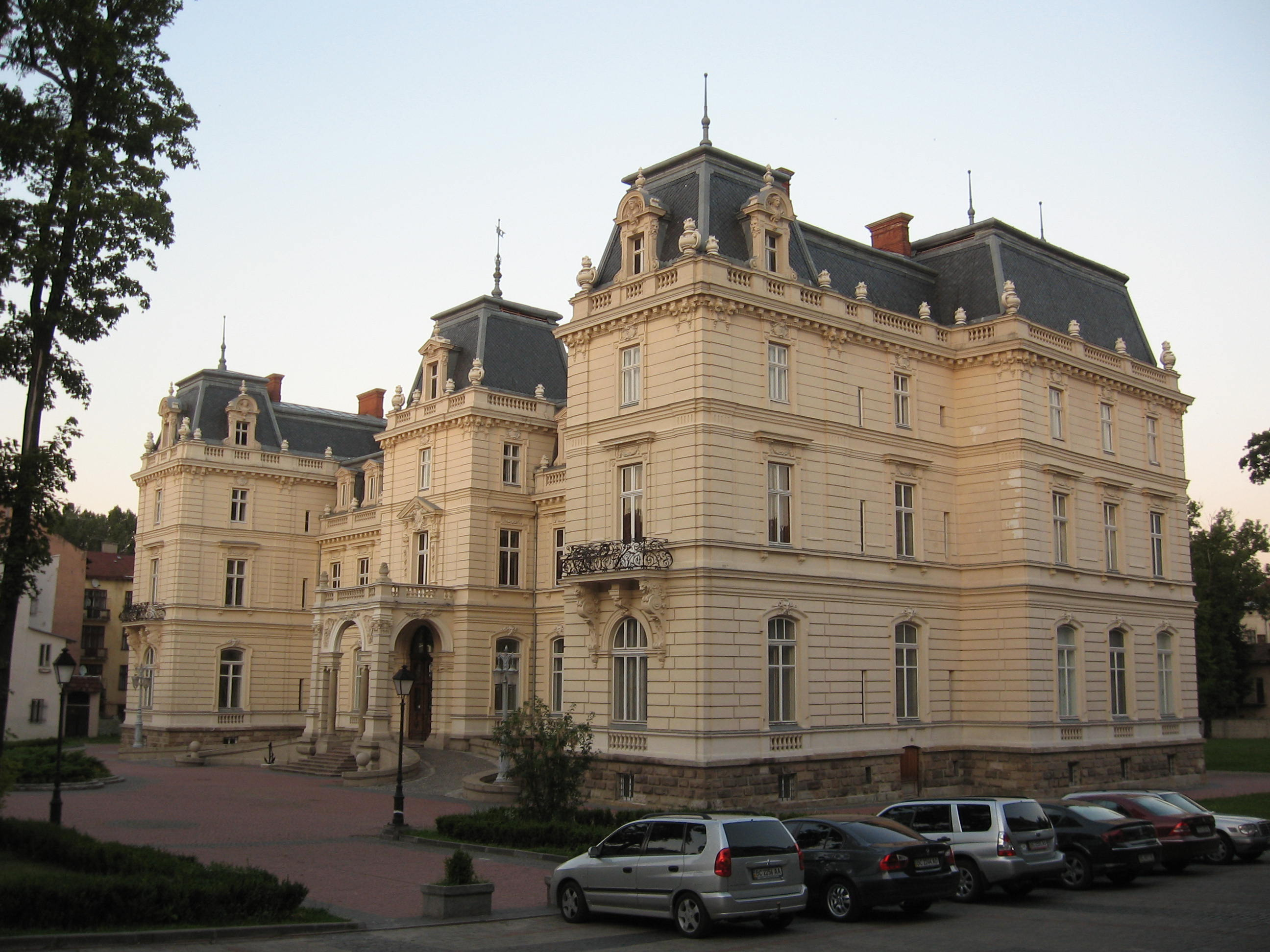
Palau de Potocki
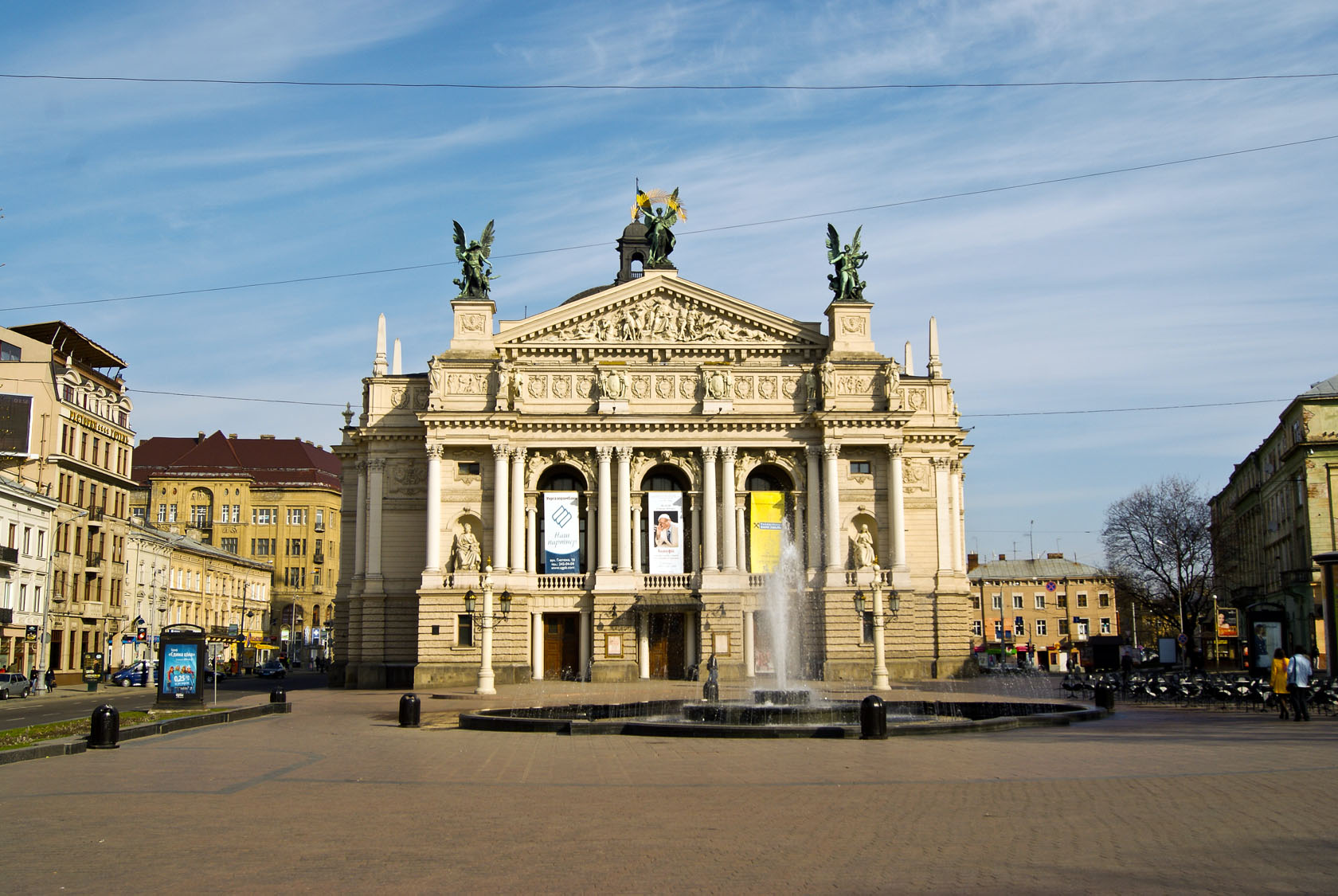
Òpera de Lviv
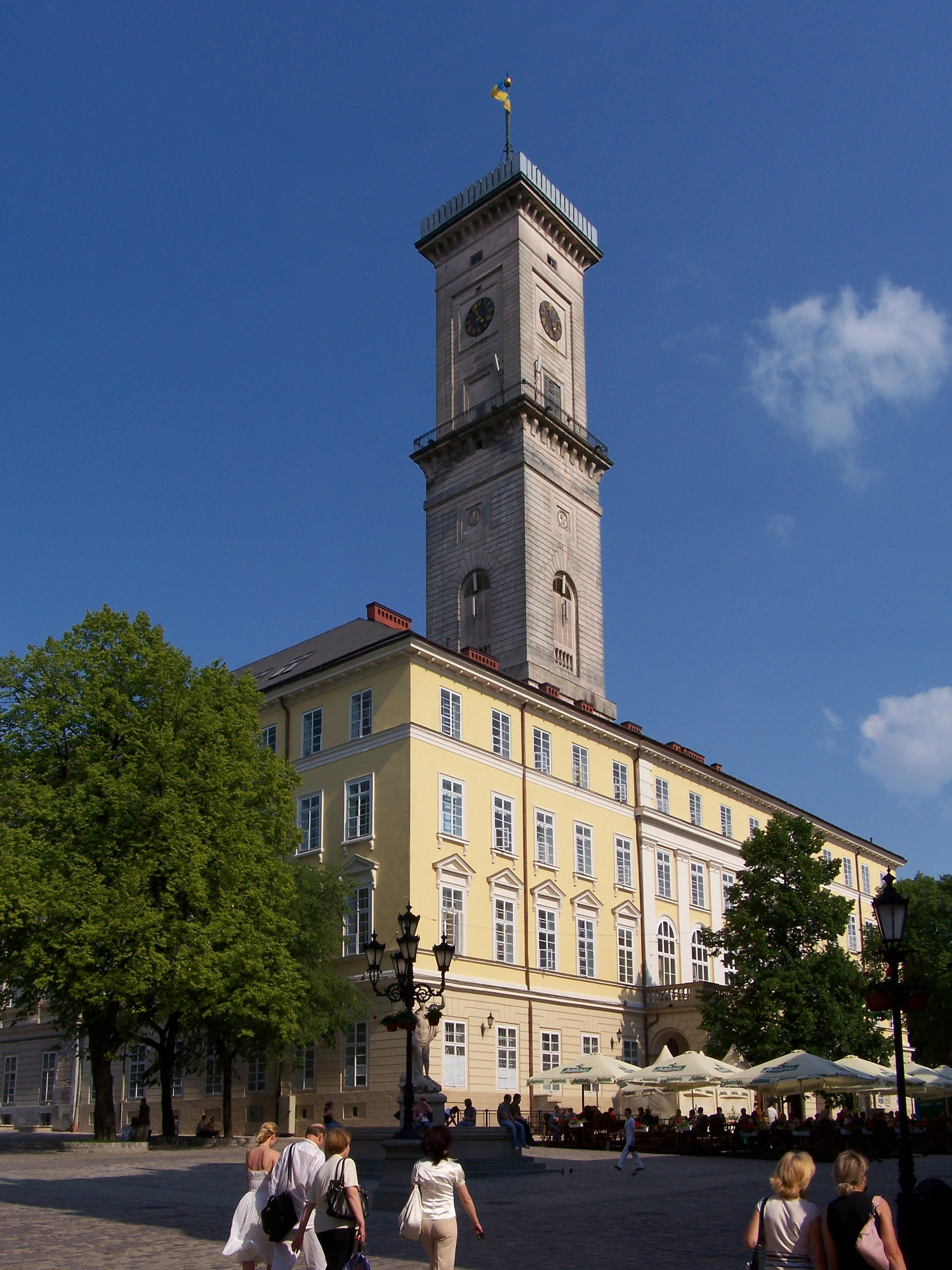
Ajuntament de Lviv
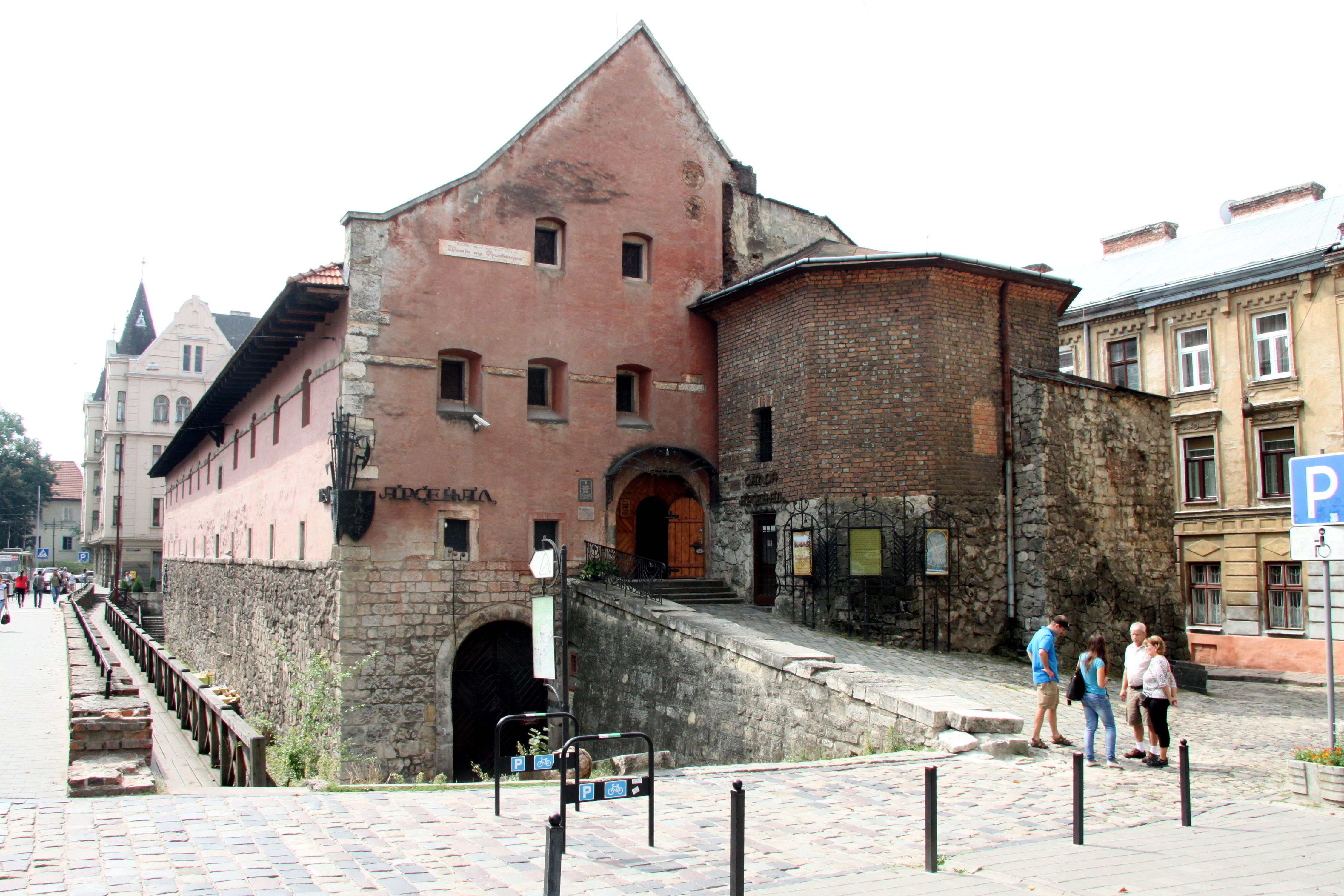
L'Arsenal (actualment museu)